# Michel Desjoyeaux

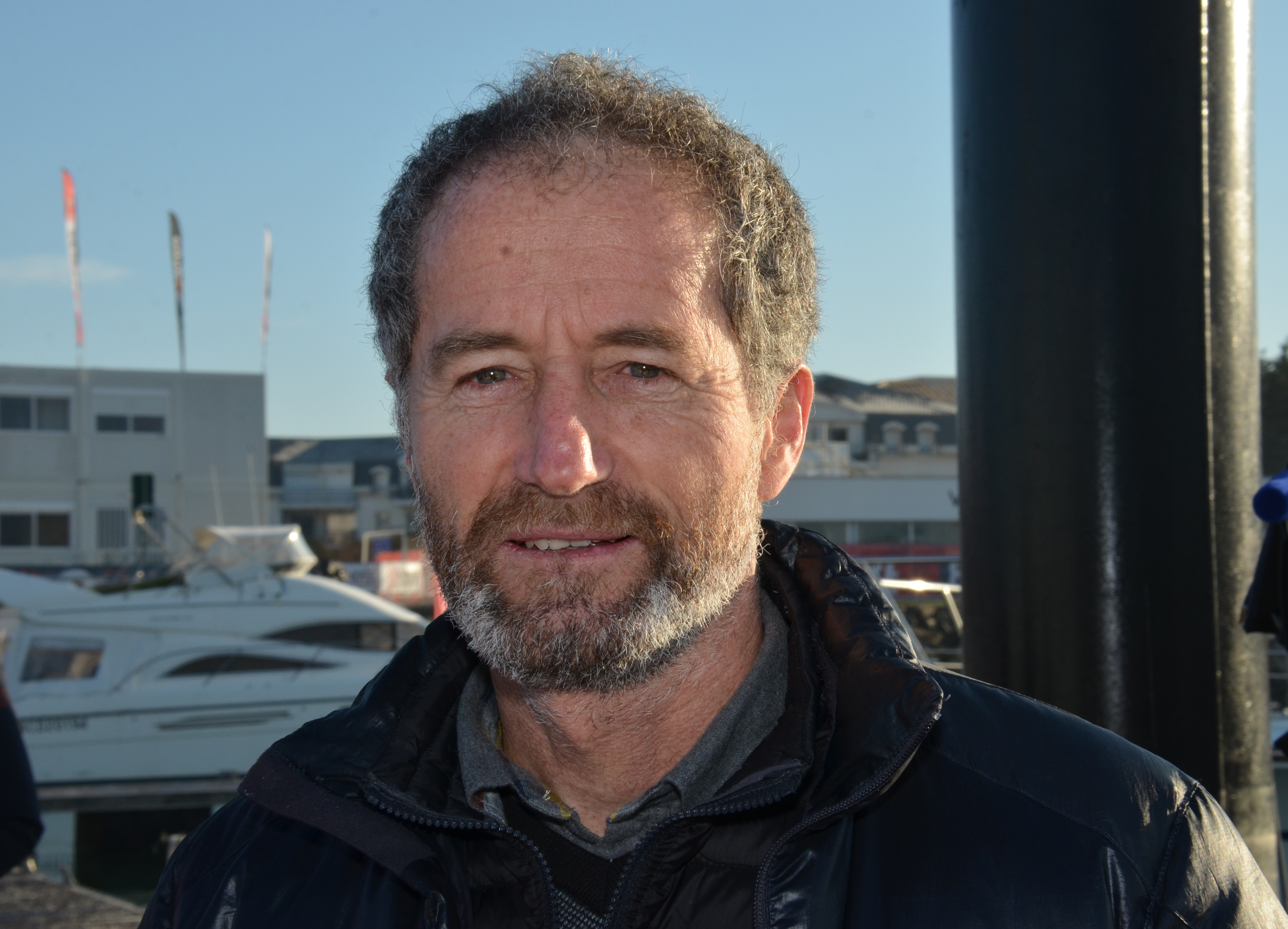
Michel Desjoyeaux in Les Sables-d’Olonne, 2017

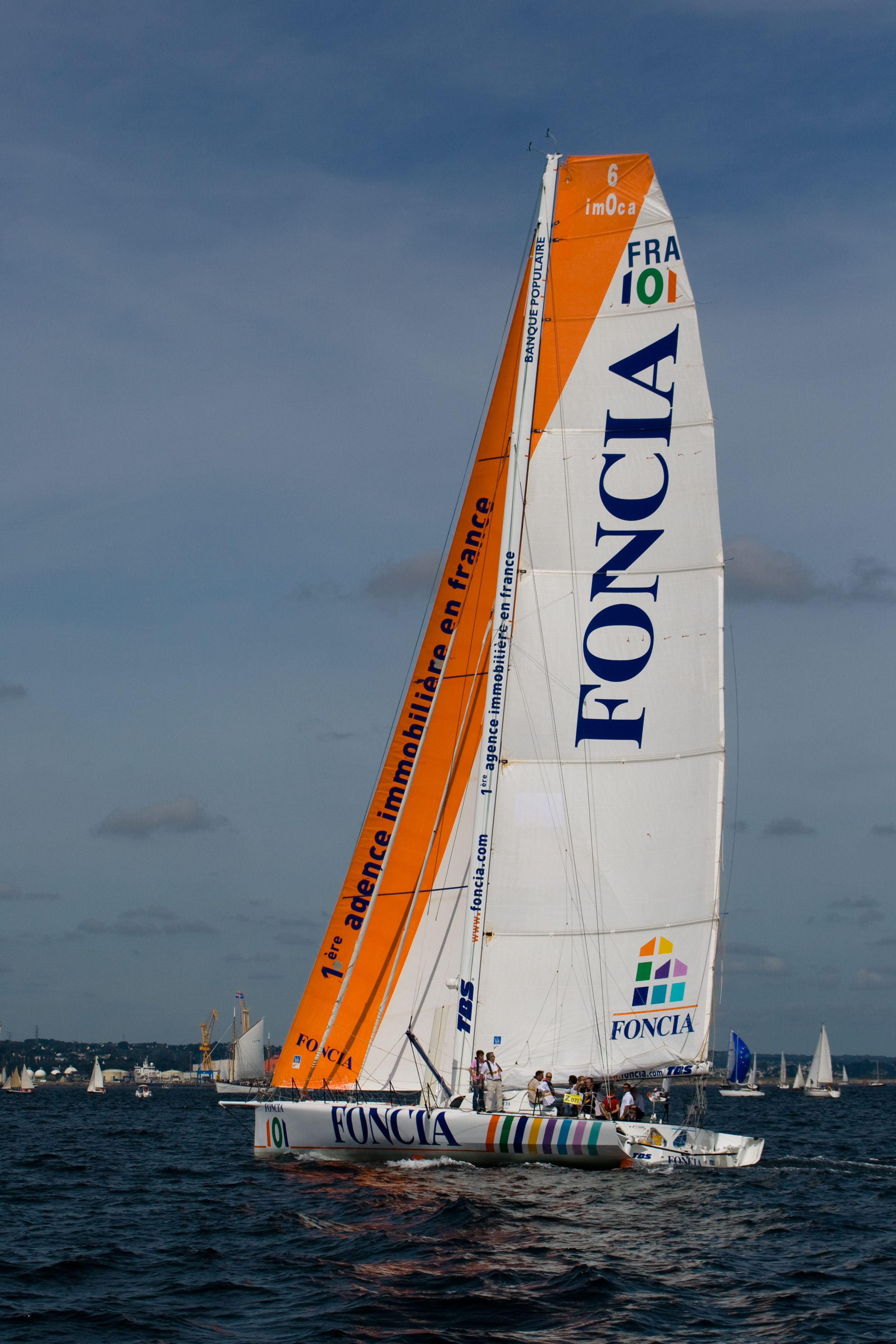
Foncia (1), mit der Desjoyeaux die Vendée Globe 2008/09 gewann, auf dem Segelfest Brest 2008

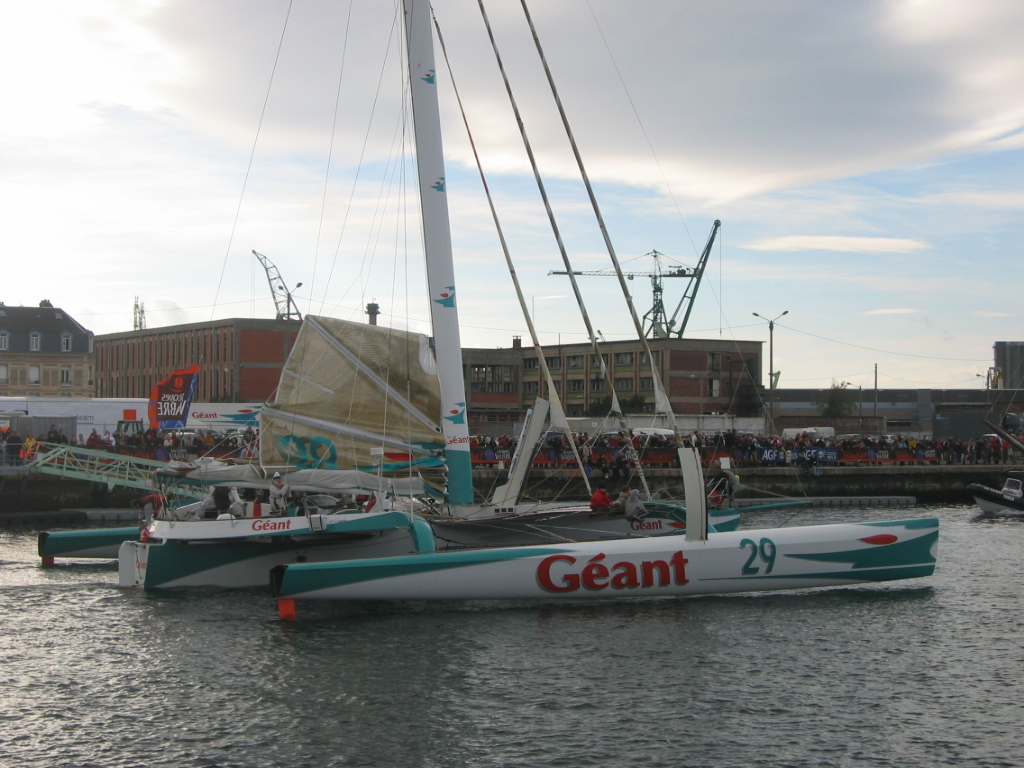
Der Trimaran Géant vor einem Regattastart 2005

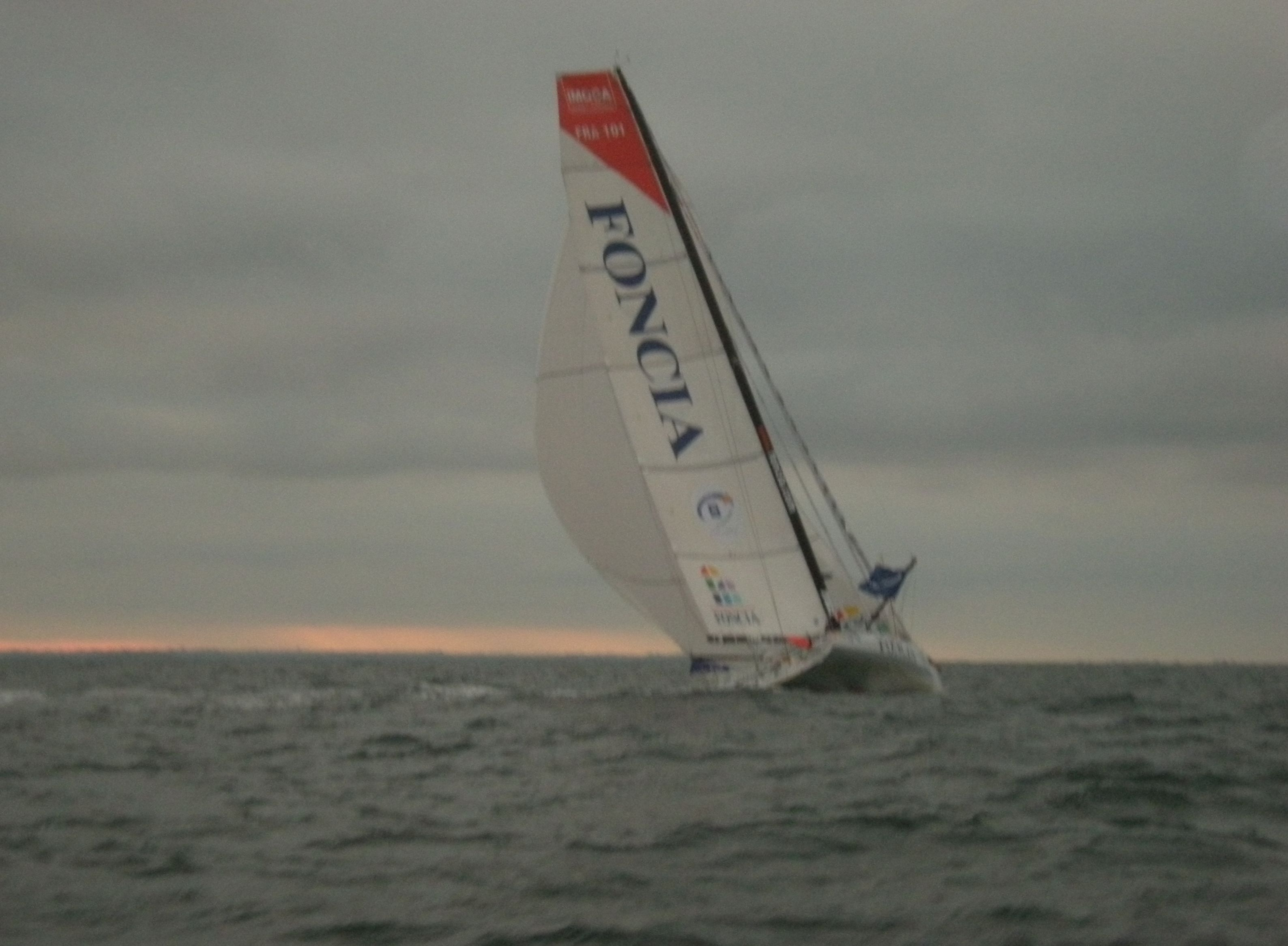
Foncia (2) auf der Route du Rhum 2010

Michel Desjoyeaux (* 16. Juli 1965 in Concarneau) ist ein französischer Profisegler, der zu den besten Einhandseglern der Welt gehört. Zu seinen zahlreichen Rennsiegen zählt der zweifache Sieg bei der Einhand-Regatta um die Welt, der Vendée Globe 2000/2001 und 2008/2009. Dreimal (1992, 1998, 2007) konnte er die französische Einhandregatta Solitaire du Figaro gewinnen. Insgesamt siegte er in mehr als 25 Regatten. Sein Spitzname ist „der Professor“.
Desjoyeaux ist der Sohn von Henri Desjoyeaux, der als einer der ersten Segellehrer von Les Glénans begann und später in La Forêt-Fouesnant die Grundlagen des heutigen Jachthafens und Segel-Trainingszentrums (siehe unten) legte. Michel Desjoyeaux und seine fünf Geschwister hatten daher von klein auf die Möglichkeit zu segeln. Michel wurde später von Éric Tabarly ausgebildet und nahm 1985 gemeinsam mit Tabarly auf der Côte-d'Or im Alter von 20 Jahren zum ersten Mal an einer Weltumsegelung im Rahmen des Whitbread Round the World Race (heute: Volvo Ocean Race) teil.
Seit 1990 bestreitet Desjoyeaux vor allem Einhandregatten und segelt dabei sowohl 60-Fuß-Einrumpfboote als auch 60-Fuß Trimarane (wie den Géant). Er gewann 1990 aber auch bei der TwoSTAR, einer Transatlantikregatta für zwei Segler, mit Skipper Jean Maurel.
Im Mai 2007 wurde Desjoyeaux’ neues Boot Foncia der Bootsklasse Open 60 zu Wasser gelassen; es ist nach der französischen Finanzgruppe Foncia benannt, die Desjoyeaux' Team sponsert. Gleich bei seinem ersten Einsatz unter Desjoyeaux gelang mit dem Boot im Juni 2007 ein neuer Regattarekord für Einrumpfboote beim Record SNSM (Saint-Nazaire – Saint-Malo); später im Jahr gewann Desjoyeaux auf dem Boot die Transat Jacques Vabre 2007. 2008/2009 segelte er das Boot in der Vendée Globe zum Sieg. 2009 gewann er darauf die Etappenregatta Istanbul Europa Race von Istanbul über Nizza und Barcelona nach Brest (Bretagne). Das Boot wurde später an die Spanier Iker Martínez und Xabi Fernández verkauft, die es beim Barcelona World Race 2010/11 unter dem Namen Mapfre auf den zweiten Platz segelten. Desjoyeaux hatte zu diesem Zeitpunkt bereits das nächste Boot konstruieren lassen (Stapellauf 20. September 2010) und wiederum auf den Namen Foncia getauft.
Desjoyeaux wohnt und trainiert in La Forêt-Fouesnant in der Bretagne, wo sich in der von seinem Vater (mit)begründeten Marina Port-la-Forêt das Nationale Trainingszentrum für Langstrecken-Segelwettbewerbe Frankreichs befindet. Michel Desjoyeaux ist verheiratet und hat drei Kinder.

## Einzelnachweis
1. ↑  www.bacelonaworldrace.com: Mapfre deuxième de la Barcelona World Race (Memento vom 19. Juli 2012 im Webarchiv archive.today) (5. April 2011, frz.; abgerufen am 6. April 2011)